# Heßdorf
Heßdorf è un comune tedesco di 3 584 abitanti, situato nel land della Baviera.